# Carlos Hartling
Carlos Hartling (Schlotheim, estado de Turingia, Alemania, 2 de septiembre de 1869 - Tegucigalpa, 13 de agosto de 1920), nacido como Karl Wilhelm Härtling, fue un músico militar alemán nacionalizado hondureño. Sus padres fueron Georg Friedrich Härtling y Johanne Henriete Wilhemine Härtling. Realizó sus estudios en los conservatorios Weimar y Leipzig, los concluyó en la Academia Musical de Múnich.
Carlos Härtling dirigió en Alemania varias escuelas musicales, orquestas y tres bandas militares, como la banda del Regimiento de Infantería N° 71 de Erfurt. 
Se casó con Guadalupe Ferrari Guardiola, de su matrimonio nacieron: Enriquekta y Alicia Hartling. Su residencia la tenía en Tegucigalpa y sus propiedades son lo que actualmente es el Barrio Berlín.
Musicalizó un poema de Augusto C. Coello, adoptado como himno nacional de Honduras en 1915.

## Maestro de Música y Bandas en Honduras
El 27 de junio de 1896 viajó a Tegucigalpa ya que fue contratado por el Doctor Policarpo Bonilla para ser maestro de música y maestro de bandas, comenzando el 23 de septiembre del mismo año, hizo su primera presentación en un concierto en el Parque Morazán. 
El presidente y general Manuel Bonilla, encargó al poeta Augusto Constantino Coello la redacción del himno de Honduras, escribió el poema «Canto a Honduras» o «Canto a mi patria» y a Carlos Hartling los arreglos musicales, escribió la música del poema en 1903, posteriormente se convirtió en el actual Himno Nacional.
El Himno Nacional de Honduras se cantó por primera vez el 13 de noviembre de 1907 en el puerto de Amapala en la reunión de presidentes de Centroamérica ', pero fue estrenado con todos los honores en la Escuela Guadalupe Reyes de Tegucigalpa y dirigido por el maestro Carlos Hartling.
Desde la segunda administración del General Manuel Bonilla en febrero de 1912, la letra y la música fue popularizada y cantada en cada acto oficial.
El 13 de noviembre de 1915 bajo decreto n.º 42 el presidente de la república, Alberto Membreño, dio vida oficial al Himno Nacional, siendo ministro de educación en esa época el Rómulo Ernesto Durón. La ejecución en actos especiales fue a partir de 1917.
Algunas de sus composiciones musicales son las siguientes: 
La música del «Himno Nacional de Honduras», «Saludo de Tegucigalpa», «Bajo la Bandera Hondureña», «Paz Eterna» - marcha fúnebre estrenada en el momento del sepelio del Presidente General Manuel Bonilla, «Marcha del General Morazán» «El Murmullo de los Pinos Hondureños».

## fallecimiento
Carlos Hartling fallece a los 53 años de edad debido a una infección por Fiebre amarilla o vomito negro el 13 de agosto de 1920 en Santa Tecla, El Salvador.